# 大坑尾
大坑尾，是臺灣臺南市新化區的一個傳統地域名稱，位於該區東南部。相較於今日行政區，其範圍大致包括大坑里不含北部邊界地帶西半段及西南端及東南端、知義里東部邊界地帶中段，以及左鎮區的澄山里南部凸出部分西側邊界地帶。
本地區境內主要聚落為大坑尾、茄苳崁（茄苓崁）。

## 歷史
台灣日治初期，大坑尾地區為一街庄，稱為「大坑尾庄」（舊制街庄），隸屬於廣儲東里。該庄昔日北邊西段礁坑仔庄為鄰，北邊東段及東邊與山豹庄為鄰，南邊為崎頂庄，西邊為頂山腳庄、知母義庄。
1901年（日治明治三十四年）11月11日，全台廢縣廳改設二十廳，該庄隸屬於臺南廳。1904年（明治三十七年）3月31日，該庄編入「大目降區」，隸屬於臺南廳。1909年（明治四十二年）10月25日，全台合併二十廳為十二廳，大目降區仍隸屬於臺南廳。1920年（大正九年）10月1日，全台地方制度大改正，廢十二廳改設五州二廳，該庄改制為「大坑尾」大字，隸屬於臺南州新化郡新化街（新制街庄）。
戰後新化街改制為新化鎮，隸屬於臺南縣，大字亦改制為里。1950年（民國39年）10月25日，雲、嘉、南分治，新化鎮仍隸屬於臺南縣。2010年（民國99年）12月25日，臺南縣、市合併為直轄臺南市，新化鎮改制為新化區。

## 聚落
本地區發展較早的聚落為大坑尾、臭腳崎（已消失）、三班隙（已消失）、茄苳崁（茄苓崁）、烏占湖（已消失），在日治初期的官方地圖上已有記載。

## 交通
區道南162-3線是礁坑仔至觀音山的道路，其北側端點（終點）位於本地區南部中央地帶的區道南168線路口。
區道南168線是新化至睦光（實際終點為內崗仔林）的道路，經過本地區茄苳崁（茄苓崁）、大坑尾等聚落。
區道南168-1線是北五甲勢至鳥占湖的道路，經過本地區西北部邊界地帶。
區道南168-3線是風空至大坑的道路，全線位於本地區大坑尾境內，其西側端點（起點）位於本地區中部略偏西南的區道南168線風空橋西側路口，東側端點（終點）位於本地區東部大坑尾聚落的區道南168線另一路口，中間經過本地區北部地區。
區道南168-4線是東西崙至觀音山的道路，其北側端點（終點）位於本地區南部偏東區道南168線路口。